# バッファロー・ケアウラナ
通称バッファロー・ケアウラナとして知られるリチャード・ケアウラナ（1935年-、Richard Kalolo’okalani Keaulana）はアメリカ合衆国ハワイ州出身の偉大なサーファー、ライフガードである。ハワイを代表するレジェンド・サーファーの一人であり、特にロングボード・サーフィンの世界ではカリスマ中のカリスマ的存在である。息子のブライアン・ケアウラナ、ラスティ・ケアウラナも名だたるサーファーであり、またブライアンはライフセービングの世界にウォーターバイクを導入した人物としても知られている。

## 経歴
1935年、オアフ島のナナクリに生まれる。純粋な先住ハワイ人である。ケアウラナ家は貧しかったが、当時まだ建設中であったナナクリ周辺の道路工事に際し、工事関係者を暖かくもてなしたことから、ある道路には「ケアウラナ・ストリート」の名前が付けられたとのエピソードもある。
リチャードは幼少時より海に親しみ、マカハ・ビーチで釣りやボディ・ボードに熱中する。やがてリチャードはサーフィンにも興味を持つが、当時あまりにも貧しかった為サーフボードを購入することが出来なかった。そこでリチャードは線路の枕木を盗んでこれらをはぎ合わせ、手斧（ちょうな）で削りだしてサーフボードを作ったと言う。
1950年代、リチャードはワイキキのビーチ・ボーイとなる。この時、彼の風貌が水牛を彷彿とさせるところから、仲間たちに「バッファロー」と呼ばれるようになる。彼はワイキキでボランティアとしてライフセービングも行うようになる。またこの頃、カリフォルニア州からハワイに移り住んでいた後のレジェンド・サーファーたち、グレッグ・ノールやジョージ・ダウニングらと知り合い、彼らのお古のサーフボードを手に入れて本格的にサーフィンに取り組みだす。彼の自宅にほど近いマカハ・ビーチがハワイ有数のサーフ・ポイントであったことも幸いし、リチャードはみるみるうちに頭角を現す。
1954年に「マカハ・インターナショナル・サーフ・コンテスト」が始まるとリチャードは有力選手の一人としてこれに参戦し、何度か決勝まで進んだ後、ついに1960年にこれを制する。
1961年には息子のブライアン・ケアウラナが誕生する。ブライアンに続いてジョーディー、レフア、ラスティ、ジミーといった子供達を授かる。ちなみにブライアンの小学校での同級生ですぐ近所に住んでいた少年がイズラエル・カマカヴィオレである。この頃のリチャードはマカハの駐車場の管理人として生計を立てていたが、やがてノース・ショアのライフガードにスカウトされる。
1976年、ホクレアの第一回タヒチ航海往路にクルーとして選ばれる。しかしこの航海においてリチャードはブギー・カラマらとともに反乱を起こし、航法師マウ・ピアイルックや文化人類学者のデヴィッド・ルイス、ベン・フィニー、郷土史家のトミー・ホームズらを激怒させる。
1977年、リチャードは「バッファロー・ビッグ・ボード・サーフィン・クラシック」大会をマカハ・ビーチにて開始。「バッファロー・スタイル」と呼ばれるロングボード・サーフィンの普及に取り組む。
1978年、リチャードはホクレアの第二回タヒチ航海のクルーに選ばれたエディ・アイカウの訪問を受ける。リチャードはエディに「船長には必ず従うように」とのアドバイスを贈る。
1980年、リチャードはかつてホクレアの船内で反乱を起こしたブギー・カラマらとともに、第三回タヒチ航海を終えてハワイに戻ってきたホクレアを歓迎する盛大なルアウを開催。
やがてリチャードはライフガードを引退し、「バッファロー・ビッグ・ボード・サーフィン・クラシック」などの活動を通し、サーフィンによる地域社会への貢献に力を入れるようになる。「バッファロー・ビッグ・ボード・サーフィン・クラシック」は現在では神奈川県の鵠沼海岸でも開催されており、日本においてもケアウラナ家のウォーターマンたちを尊敬する人々は増え続けている。